# Tomáš Sivok
Tomáš Sivok (Pelhřimov, 15 de setembro de 1983) é um ex-futebolista tcheco.

## Seleção nacional
Sivok fez parte do elenco da Seleção Tcheca de Futebol da Euro 2008, 2012 e da Eurocopa de 2016.